# محسن دعاگو
محسن دعاگو (زاده ۱۳۳۱ در فیض آباد محولات از توابع تربت حیدریه - درگذشته ۲۹ شهریور ۱۳۹۳ در شمیران)، امام جمعه شمیرانات بود. او از زندانیان سیاسی حکومت پهلوی نیز بوده است. وی از نزدیکان اکبر هاشمی رفسنجانی در عرصه سیاست ایران بود و تا پایان عمر خود نیز، وی را بهترین رئیس‌جمهور نظام جمهوری اسلامی ایران می‌نامید و محمود احمدی‌نژاد را نیز در بین رؤسای جمهور ایران، بدترین آنها می‌دانست.

## مواضع سیاسی

### نظر دعاگو در مورد سعید امامی و زهرا کاظمی
دعاگو از سعید امامی به عنوان خدمتگذاری بی‌پناه و برخوردار از هوش سیاسی، دیانت و سلامت نام برد و از مجلس ششم به خاطر تحقیق پیرامون قتل زهرا کاظمی، خبرنگار کانادایی ایرانی در زندان اوین انتقاد کرد.

### مواضع نسبت به خاتمی
دعاگو در دوران اصلاحات اکثر خطبه‌های خود را به نقد سیاست‌های دولت اصلاحات معطوف می‌کرد؛ ولی در دوران دولت احمدی نژاد، از حامیان اکبر هاشمی رفسنجانی و منتقدان دولت محمود احمدی نژاد است و درباره خاتمی گفته:
انتقادپذیری خاتمی از احمدی‌نژاد بیشتر است. فتنه ۱۳۸۸ مربوط به احمدی‌نژاد است و ارتباطی به آقای خاتمی ندارد."
او در دی ۱۳۹۰ درباره جریان انحرافی و اصلاح‌طلبان گفت:
اصلاح‌طلبان می‌خواهند با عدم ارائه لیست و فعال نشدن در عرصه رقابت‌های انتخاباتی بی‌اعتمادی و اعتراضشان را به جریان انحرافی و مجریان انتخاباتی آشکار سازند و نگرانی‌های قابل درکشان از تسلط جریان مورد اعتراض بر شریان‌های اصلی انتخابات مجلس را به افکار عمومی منتقل کنند.
دعاگو در ۲۴ خرداد ۱۳۹۳ در مورد خاتمی گفته که نشانه‌هایی از تفکرات لیبرالیستی و سکولار را در گفتارهای خاتمی  می دیده است، اما می‌گوید اگر خاتمی نگاهش را اصلاح کند مرید او خواهد شد. او همچنین گفت:
آقای خاتمی توانست اعتبار جمهوری اسلامی را در دنیا بالا ببرد. خاتمی با رهبری همراه‌تر بود تا احمدی‌نژاد.

### مواضع نسبت به احمدی‌نژاد
دعاگو در ۲۴ خرداد ۱۳۹۳ در مورد محمود احمدی‌نژاد گفت:
در زمان آقای خاتمی فتنه مطرح شد هر چند روزی یک فتنه، که من همان زمان آن را نقد کردم و گفتم این روش‌ها نادرست است؛ ولی یک جریانی در زمان آقای احمدی‌نژاد بود که من معتقد بود اساساً فتنه یک سر بیشتر ندارد و آن سر آقای احمدی‌نژاد بود. آقای احمدی‌نژاد در تاریخ ایران فتنه‌ساز بود.
احمدی‌نژاد در زمان شهرداری تهران در بازدید از مصلی به من گفت که آقای دعاگو مصلی میخوایم چه کار، ما باید برای مدیریت جامعه جهانی فکر کنیم.
من حتی یک لحظه در طول مدت ریاست‌جمهوری ایشان احساس نکردم که ایشان مناسب رئیس‌جمهوری هستند و بدرد این پست می‌خورند و تا روز آخر ریاست‌جمهوری احمدی‌نژاد هرگز به عنوان کسی که به درد ریاست‌جمهوری می‌خورد ایمان نیاوردم.
معتقدم اگر دانشگاهی بخواهد برای از بین بردن یک کشور متخصص تربیت کند که بالاترین قدرت برای به هم ریختگی فرهنگی، سیاسی و اقتصادی را داشته باشد، بهتر از آقای احمدی‌نژاد نمی‌تواند، تربیت کند.

### مواضع نسبت به روحانی
دعاگو، حسن روحانی را از آن سو که دارای عقاید و دیدگاه‌های مشابه هاشمی رفسنجانی بود، مورد حمایت قرار می‌داد و منتقدان مذاکرات هسته‌ای که ملقب به دلواپس‌ها بودند را، دلواپسان منافع خودشان می‌دانست.

## سوابق شغلی
- امام جمعه شمیرانات
- عضو شورای مرکزی حزب جمهوری اسلامی
- فرمانده کمیته انقلاب اسلامی وزارت آموزش و پرورش
- سر بازجوی شعبه۱۲ دادستانی اوین در ابتدای دهه ۶۰ با نام مستعار محمد جواد سلامتیان
- نماینده اول قوه مجریه در صدا و سیما
- دبیر شورای سرپرستی صدا و سیما
- دبیر شورای ائمه جمعه استان تهران
- نماینده ولی فقیه در امور دانشجویان آسیا واقیانوسیه[۱۲]